# Kannrankesläktet
Kannrankesläktet (Nepenthes) är ett släkte i familjen kannrankeväxter med cirka 140 arter. Släktet är monotypiskt, det vill säga det enda i familjen. Kannrankesläktet förekommer i vilt tillstånd i ett område från Madagaskar till sydöstra Asien och Nya Kaledonien. Några få arter odlas som rumsväxter i Sverige.
Växterna i släktet är s.k. köttätande växter, och bildar "kannor" som hänger ner från själva växten. Vid kannornas kant produceras en stor mängd stark nektar. Insekter lockas till kannorna av nektarn men när de väl landat blir de berusade och trillar ned i kannorna. Väl i kannan bryts insekten ned av enzymet pepsin. Processen frigör näringsämnen som sedan kan tas upp av växten, som därmed inte behöver konkurrera med andra växter om näringen i marken. 

## Galleri

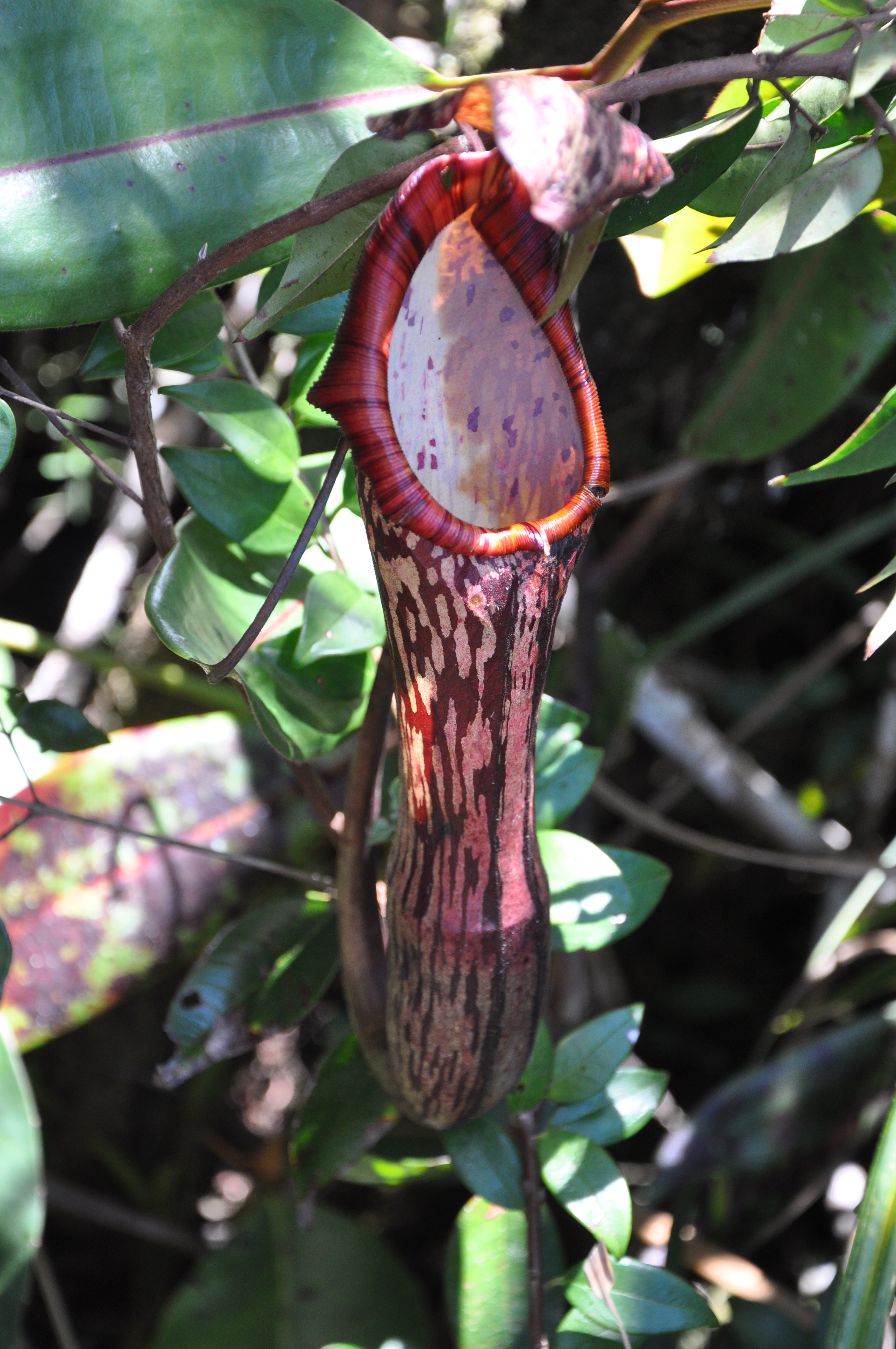
En N. faizaliana, i Gunung Mulu, Borneo.
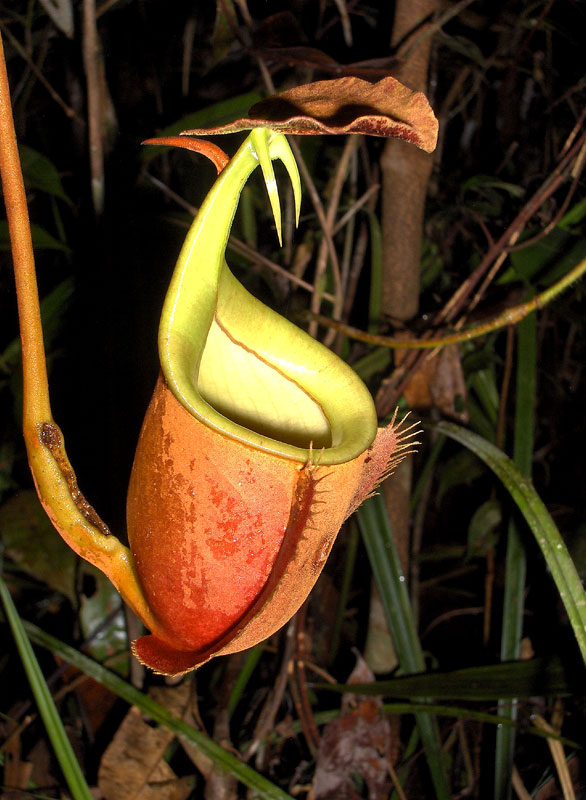
En N. bicalcarata
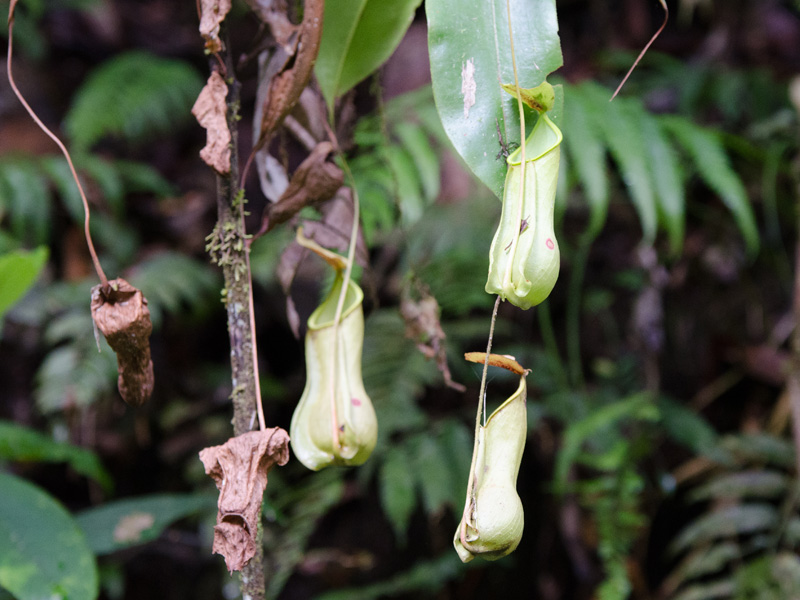
Nepenthes distillatoria, endemisk på Sri Lanka